# Anton Holtscho

Wohnhaus Johannisstraße 20 (Zustand um 1900)

Anton Holtscho, auch Haleholtscho (* in Lübeck; † 11. Juni 1569 ebenda) war Kaufmann und Ratsherr der Hansestadt Lübeck.

## Leben
Anton Holtscho war Sohn des Lübecker Bürgers Hermann Haleholtscho († 1544). Die Familie besaß im 16. Jahrhundert eine der nördlichen Seitenkapellen der Jakobikirche. Anton Holtscho wurde 1562 in den Lübecker Rat erwählt. 
Holscho heiratete 1540 Anna, eine Tochter des Lübecker Ratsherrn Karsten Timmermann, und bewohnte das Haus Johannisstraße 20 in Lübeck. Ein Begräbnis ist für ihn in Lübeck nicht nachweisbar.